# Евдокимов, Николай Васильевич
Николай Васильевич Евдокимов (12 декабря 1928, с. Володино, Юргинский район, Тюменский округ, Уральская область — 25 ноября 1989, Новосибирск) — советский работник промышленности, директор завода «Промстальконструкция» (1975—1989), почётный машиностроитель РСФСР.

## Биография
Родился 12 декабря 1928 года в селе Володино, в Юргинском районе Тюменского округа Уральской области (ныне в составе Тюменской области). Из крестьянской семьи.
С 1949 года работал в Новосибирске. С 1951 года — мастер и прораб завода «Промстальконструкция». В 1961 году окончил Новосибирский инженерно-строительный институт, после чего занимал должности заместителя главного инженера, с 1966 по 1975 — главного инженера треста «Сибхиммонтаж» в Красноярске.
В 1975—1989 годах руководил новосибирским заводом «Промстальконструкция». При нём значительно увеличилась производственная площадь, за счёт чего в два раза вырос и объём производства.
Учился в Академии народного хозяйства при Совмине СССР, которую окончил в 1979 году.
Занимался вопросами постройки завода Химконцентратов, ТЭЦ-4, а также жилья и другой социально-бытовой инфраструктуры в 5-м микрорайоне и на улице Богдана Хмельницкого.
Депутат Новосибирского городского Совета.
Похоронен на Заельцовском кладбище Новосибирска (квартал 31).

## Награды
Ордена Ленина, Трудового Красного Знамени, «Знак Почёта».